# 葦毛湿原

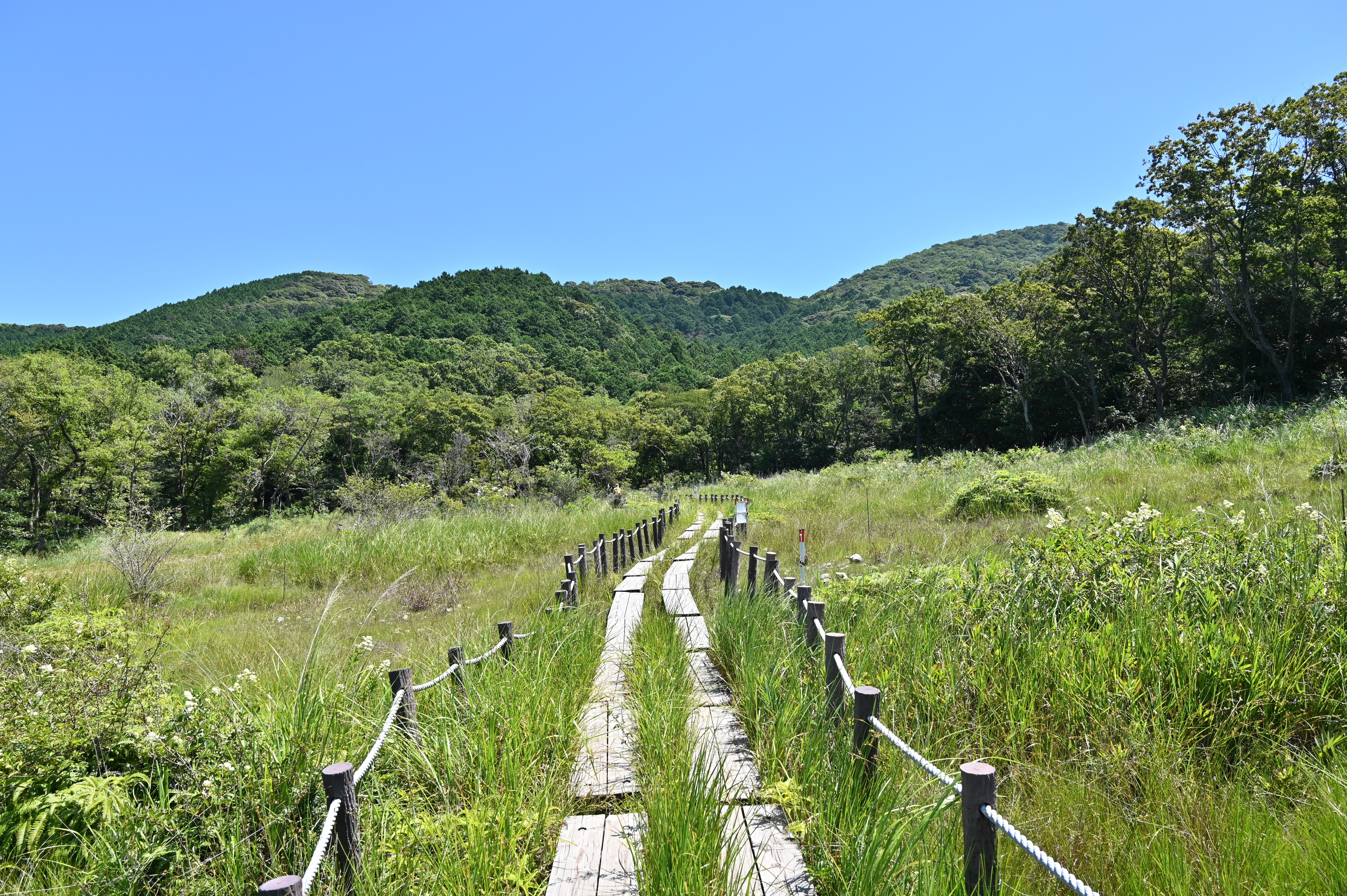
葦毛湿原

葦毛湿原（いもう しつげん、Imou bog）は、愛知県豊橋市岩崎町にある湿原。1992年（平成4年）2月28日に愛知県の天然記念物に指定された後、2021年（令和3年）10月11日に国の天然記念物として新たに指定された。別名「東海のミニ尾瀬」とも言われ、花の百名山及び新・花の百名山に選定されている。湿原の入り口は、そのまま赤岩山へつながる豊橋自然歩道の一部になっている。

## 概要
石巻山周辺の山域とともに、愛知県の石巻山多米県立自然公園に指定されている。
一帯は、標高75mから60mくらいの小高い山の緩やかな斜面にあり、広さは、約5haである。木の遊歩道が作られており、湿原を1周することができる。湿性の植物が250種類ほど、その他にトンボやカエルその他の昆虫、動物などが見られる。尾瀬などの、植物が長年にわたり堆積してしっかりとした水量を蓄えた湿原とは異なり、チャートの基盤岩の上にあり、岩盤から湧き出してくると思われる水がその上を流れていくような湿原で、渇水の季節には水枯れのようになることもある。

## 葦毛湿原の植物
ここで見られる植物には、環境省のレッドデータブックにおいて絶滅危惧種II類に指定されているミカワバイケイソウやカザグルマ、シラタマホシクサ、トウカイコモウセンゴケ、ミミカキグサなどがある。
|                    |            |                  |                        |              |
| ミカワバイケイソウ | カザグルマ | シラタマホシクサ | トウカイコモウセンゴケ | ミミカキグサ |

豊橋市文化財センターが考古学の発掘手法を応用して、豊橋湿原保護の会などと植生など自然環境の再生活動を行っている。

## ギャラリー
- 葦毛湿原の入口
- 葦毛湿原
- 葦毛湿原
- 葦毛湿原付近の登山道

## 交通手段
- 豊橋駅又は赤岩口停留場から豊鉄バス「岩崎・葦毛湿原」バス停下車。

## テレビ番組
- 『愛知　葦毛湿原』　NHK総合テレビ、さわやか自然百景、2008年6月1日放送[10]。

## 関連書籍
- 『花かおる葦毛湿原』ほおずき書籍、2005年6月。ISBN 4434062050。
- 小泉武栄『自然を読み解く山歩き』JTBパブリッシング、2007年3月、24-27頁。ISBN 9784533066498。